# ۲۵ روباه
۲۵ روباه یک ستاره است که در صورت فلکی روباهک قرار دارد.